# Università europea Viadrina

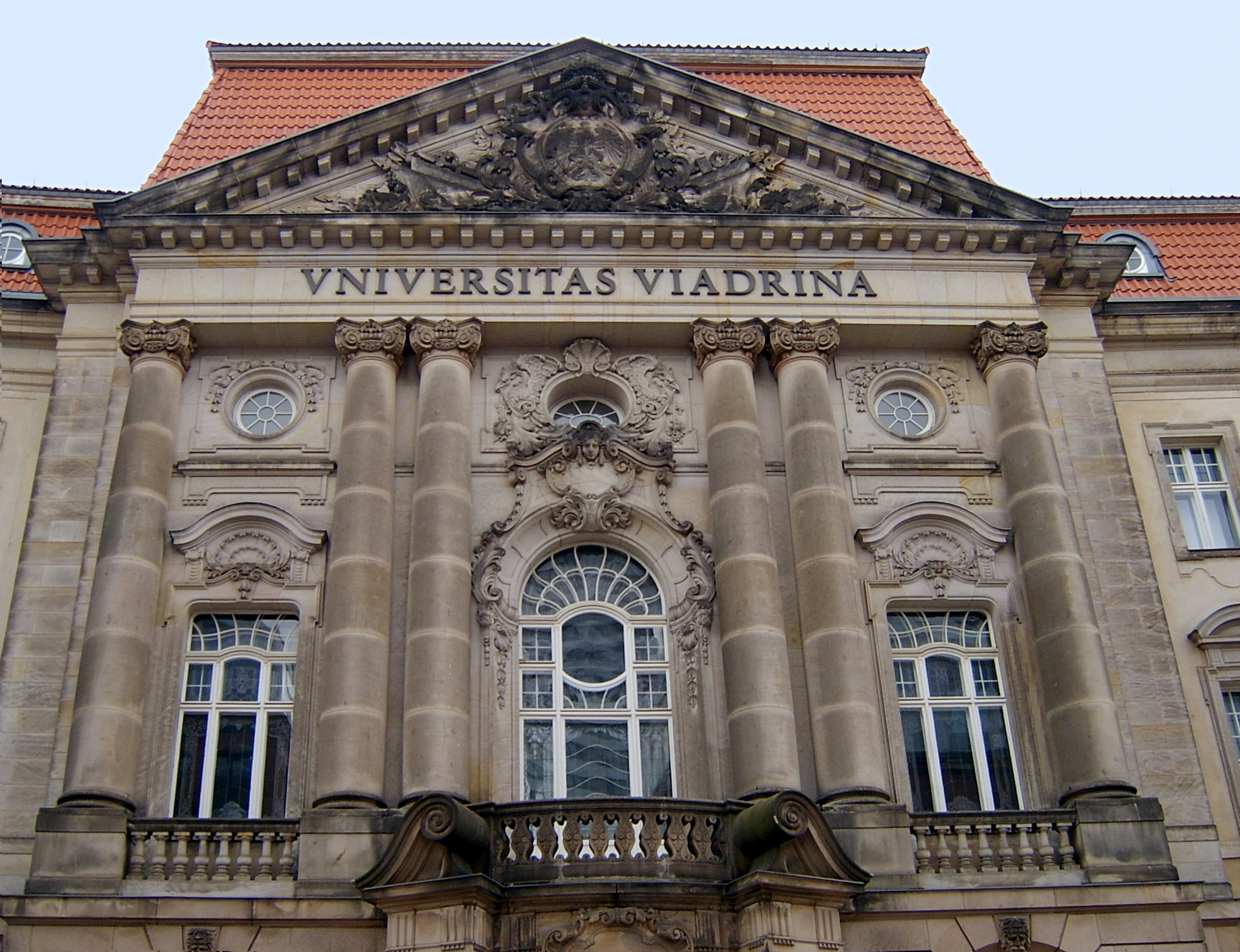
Università Europea Viadrina- Ingresso della costruzione principale

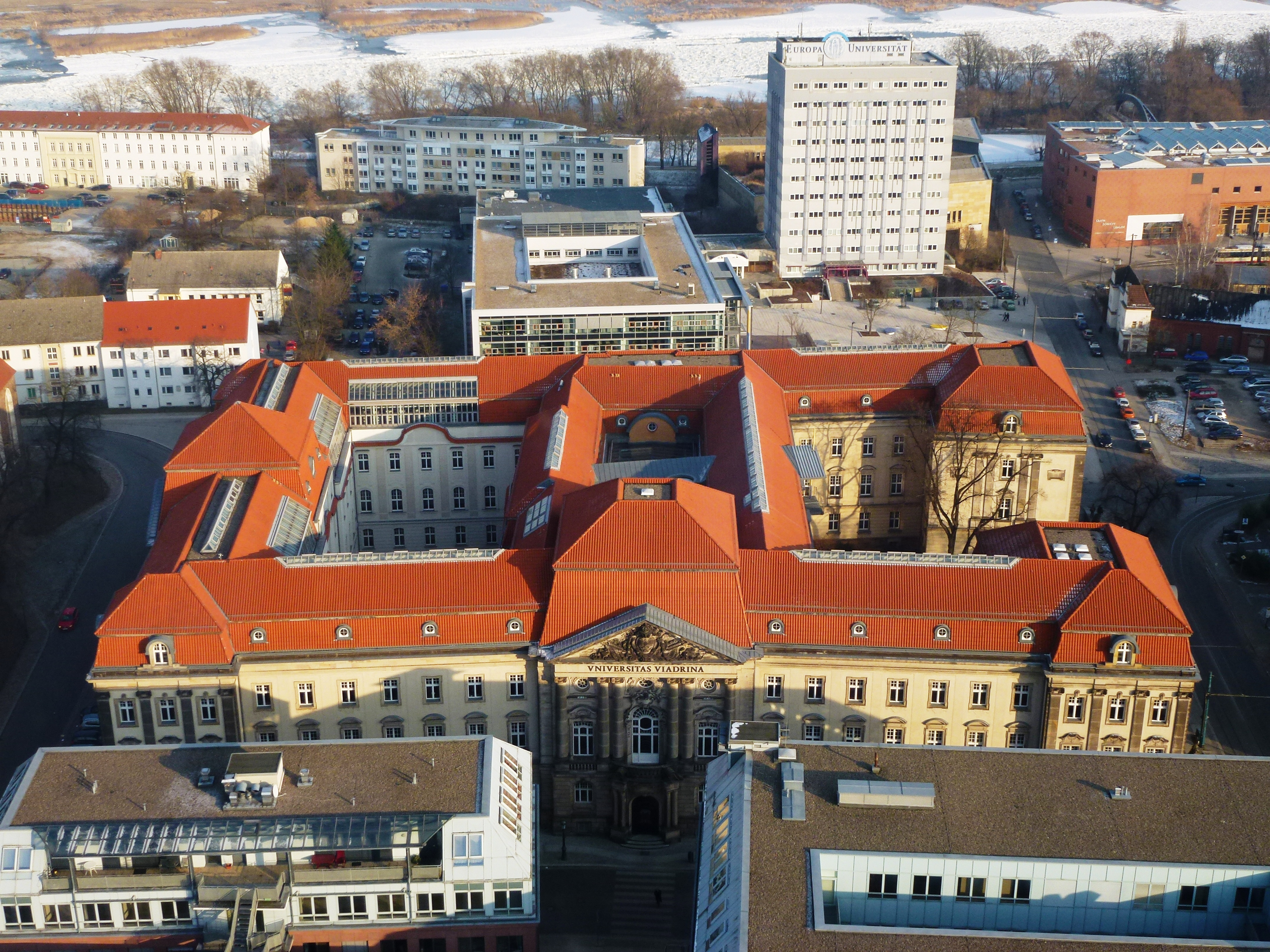
Veduta generale del Viadrina e torre (2012)

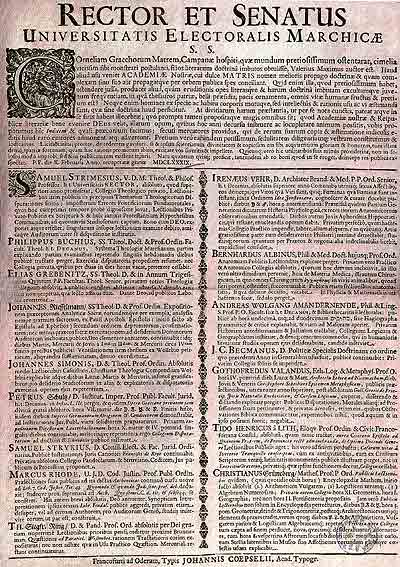
Elenco corsi dal 1689

L'Università Europea Viadrina (in tedesco: Europa-Universität Viadrina Frankfurt (Oder), sigla EUV), è una università pubblica tedesca, con sede nella città di Francoforte sull'Oder (Land: Brandeburgo), vicino al fiume Oderche segna il confine tra la Germania e la Polonia.
L'università attuale è stata fondata nel 1991, ed è intesa come una continuazione dell'Università di Francoforte sull'Oder, che ha operato dal 1506 fino al 1811, quando fu trasferita a Breslavia. La parola deriva dal latino Viadrina (in cui Oder si chiama Viadra) e significa « appartenente a, o posta sull'Oder »; la città di Francoforte sull'Oder veniva chiamata in latino Francofortum ad Viadrum - libero passaggio sul Viadrum). 
Anche la mappa della Magna Germania di Ulmer chiamato Ptolemäus del 1482 il nome Viadus fl.. Si trova anche in una Xilografia di Sebastian Münster, prima mappa della città di Francoforte dal 1543.
L'università moderna è stata fondata per ragioni economiche e politiche, perché la regione è povera e la città si trova direttamente sul confine con la Polonia, un paese con cui il governo tedesco coopera.
Dei 6.452 studenti della Viadrina si contano più di 1.500 provenienti dalla Polonia - con un corpo docente di circa 160 persone.

## L'antica Viadrina
L'Alma Mater Viadrina fu fondata nel 1506 dal margravio di Brandeburgo Gioacchino I di Brandeburgo e il cardinale Alberto IV di Brandeburgo Hohenzollern, tramite Konrad Wimpina, per farla diventare una grande università. Contava quattro facoltà: diritto, teologia, filosofia e medicina. 
L'università ha avuto una reputazione eccellente nel Brandeburgo e nelle regioni vicine e i suoi laureati hanno avuto accesso ad alte cariche di governo, nella politica, nella giustizia e nella Chiesa. Uno dei suoi primi cancellieri è stato il vescovo della Diocesi di Lebus Georg von Blumenthal (1490-1550), un avversario acceso della Riforma che ha fatto il possibile per espellere i seguaci di Lutero.
Nel 1811 l'università Viadrina fu trasferita a Breslavia e fusa con l'Università di questa città, la Leopoldina, al fine di poter rivaleggiare con l'Università Humboldt di Berlino che era appena stata fondata. Alcuni professori della Viadrina decisero comunque di andare a insegnare a Berlino.
L'edificio della vecchia università è stato distrutto durante la seconda guerra mondiale ed i resti sono stati poi cancellati nel 1960. Solo l'arco dell'ingresso principale è stato conservato come monumento.

## La nuova Viadrina
Nel 1991 l'università fu rifondata come Università Europea Viadrina. Attualmente è costituita da tre facoltà: Economia e Commercio, Giurisprudenza, Cultura. Uno dei suoi primi obiettivi è quello di attrarre studenti provenienti da tutta Europa per formare un corpo di studenti multinazionale. Attualmente circa il 40 per cento di loro sono stranieri (soprattutto polacchi), una percentuale davvero notevole se confrontato con altre università tedesche.
L'Università Europea Viadrina lavora a stretto contatto con l'Università Adam Mickiewicz di Poznań in Polonia. Entrambe le università sono coinvolte insieme per far funzionare il Collegium Polonicum, di fronte al Viadrina sul lato polacco del fiume Oder (comune di Slubice).
Tra gli istituti di ricerca presso l'Università Viadrina si nota l'Istituto "Frankfurter Institut für Transformationsstudien".